# Liparoderus insignis
Liparoderus insignis is een keversoort uit de familie snoerhalskevers (Anthicidae). De wetenschappelijke naam van de soort is voor het eerst geldig gepubliceerd in 1843 door Lucas.